# Leionema coxii
Leionema coxii es una especie de arbusto perteneciente a la familia de las rutáceas. Es un endemismo del sudeste de Australia.

## Descripción
Es un arbusto de forma piramidal, que alcanza un tamaño de 1-3 m de altura; los tallos son  angulados y glabros. Las hojas estrechas, elípticas a oblanceoladas, de 3-7 cm de largo, 10-15 mm de ancho, el ápice agudo y suave, los márgenes finamente dentados, la superficie del haz brillante, el nervio medio hundido y destacado a continuación. Las inflorescencias son terminales, en forma de corimbos con 10-30 flores, las ramas fuertemente aplanadas y glabras; los pétalos de  5 mm de largo, de color crema a blanco amarillento, punteados con glándulas.
La floración se produce en primavera-verano.

## Distribución y hábitat
Crece en los bosques abiertos a lo largo de riberas de arroyos y en las crestas, en Nueva Gales del Sur.

## Taxonomía
Leionema coxii fue descrita por (F.Muell.) Paul G.Wilson y publicado en Nuytsia  12(2): 272, en el año 1998.
Sinonimia
- Eriostemon coxii F.Muell. basónimo
- Phebalium coxii (F.Muell.) Maiden & Betche[4]